# تأثير واربورغ (علم الأورام)
في علم الأورام يشير تأثير واربورغ إلى أن الخلايا السرطانية وحتى في الظروف الهوائية تميل لتفضيل الاستقلاب عبر تحلل السكر بدلاً من الفسفرة التأكسدية الأكثر فاعلية والمفضلة في أغلب الخلايا الأخرى في الجسد. في الخلايا الورمية يتحول البيروفات- الناتج النهائي للتحلل السكري- إلى لاكتات. كان أول من لاحظ هذه الظاهرة الحائز على جائزة نوبل أوتو هاينريش واربرغ  الذي حصل على جائزة نوبل في علم وظائف الأعضاء عن «اكتشافه لطبيعة وطريقة عمل الإنزيم التنفسي».
في حين أن التخمير الهوائي لا ينتج الأدينوزين ثلاثي الفوسفات (ATP) بعائد مرتفع مقارنة بالفسفرة التأكسدية ، فإنه يسمح للخلايا التكاثرية بتحويل العناصر الغذائية مثل الجلوكوز والجلوتامين بشكل أكثر كفاءة إلى الكتلة الحيوية عن طريق تجنب الأكسدة الهضمية غير الضرورية لهذه العناصر الغذائية إلى ثاني أكسيد الكربون ، والحفاظ على الكربون روابط الكربون وتعزيز الابتنائية .

## بحث واربورغ
في فترة العشرينات استنتج أوتو هينريش واربورغ ومجموعته أن الحرمان من الغلوكوز والأوكسجين في الخلايا السرطانية يقود إلى نقص في الطاقة يسبب موت الخلية. وسّع عالم الكيمياء الحيوية هيربيرت غريس كرابتري أبحاث واربورغ باكتشاف تأثيرات بيئية أو مورثية. لاحظ كرابتري أن فطريات الخميرة Saccharomyces cerevisiae تفضل تحلل السكر الذي ينتهي إلى إنتاج الإيثانول على الفسفرة التأكسدية في الظروف الهوائية ووجود تراكيز عالية من الغلوكوز-تأثير كرابتري. لاحظ واربورغ ظاهرة مماثلة في الأورام- تميل الخلايا السرطانية لاستخدام التحلل السكري للحصول على الطاقة حتى في الظروف الهوائية- ليبتكر مصطلح «التحلل السكري الهوائي». سُميت الظاهرة لاحقاً تأثير واربورغ على اسم مكتشفها. افترض واربورغ أيضاً أن الميتكوندريا مختلة الوظيفة قد تكون السبب في النسبة الأعلى من التحلل السكري وقد تكون سبباً رئيساً في تطور السرطان.

## الأساس
تنتج الخلايا الطبيعية الطاقة بشكل أساسي عبر الفسفرة التأكسدية في الميتوكوندريا. بينما تنتج أغلب الخلايا السريطانية طاقتها عبر نسبة مرتفعة من التحلل السكري المتبوع بتخمير حمض اللاكتات حتى عند توفر الأوكسجين بوفرة. التحلل السكري الهوائي أقل فعالية من الفسفرة التأكسدية في نطاق إنتاج الأدينوزين ثلاثي الفوسفا لكنه يقود إلى توليد مستَقلَبات إضافية قد تفيد في تكاثر الخلايا على وجه الخصوص.
دُرس تأثير واربورغ كثيراً لكن ما زالت طبيعته الدقيقة غير واضحة، ما يعيق بداية أي عمل يهدف لاكتشاف الإمكانيات العلاجية خلفه.
من الناحية التشخيصية، تأثير واربورغ هو أساس التصوير المقطعي بالإصدار البوزيتروني PET والذي يُحقن فيه نظير غلوكوز مشع ويُلتقط بتراكيز عالية في السرطانات الخبيثة أكثر من النسج الأخرى.
افترض أوتو واربورغ أن هذا التغير في الاستقلاب هو السبب الرئيس للسرطان ،  «فرضية واربورغ». يُعتقد في يومنا هذا أن الطفرات في المورثات الورمية والمورثات الكابحة للورم مسؤولة عن التحول الخبيث، ويعتبر تأثير واربورغ نتيجة لهذه الطفرات لا سبباً لها.

## تفسيرات ممكنة
قد يكون تأثير واربورغ ببساطة ناجماً عن تلف في الميتوكوندريا أو تكيف للأوساط قليلة الأوكسجين في الأورام أو نتيجة لتعطيل المورثات السرطانية للميتوكوندريا التي تشارك في برنامج الموت الخلوي المبرمج الذي يقتل الخلايا السرطانية.

### التخمير الهوائي يفضل تكاثر الخلايا
ومع ذلك ، يرتبط التمثيل الغذائي الذي يشبه تأثير واربورغ بتكاثر الخلايا في أي خلية ، من الخميرة المتكاثرة إلى تكاثر الخلايا التائية . نظرًا لأن تحلل السكر يوفر معظم وحدات البناء المطلوبة لتكاثر الخلايا ، فقد افترض أن كل من الخلايا السرطانية والخلايا التكاثرية الطبيعية لتفعيل تحلل السكر ، بغض النظر عن وجود الأكسجين من أجل التكاثر. يعتبر إنتاج ATP غير الفعال مشكلة فقط عندما تكون العناصر الغذائية نادرة ، ولكن يفضل تحلل السكر في الدم عندما تكون العناصر الغذائية وفيرة. يحلل تحلل السكر الهوائي الابتنائية ويتجنب أكسدة روابط الكربون - الكربون الثمينة إلى ثاني أكسيد الكربون . في المقابل ، ترتبط الفسفرة التأكسدية بعملية التمثيل الغذائي عند المجاعة ويفضل عندما تكون العناصر الغذائية شحيحة ويجب على الخلايا زيادة استخراج الطاقة الحرة إلى أقصى حد من أجل البقاء.
يعزو الدليل بعض نسب التحلل السكري الهوائي المرتفعة إلى نمط مفرط من الهيكسوكيناز المرتبط بالميتوكوندريا  والمسؤول عن نشاط التحلل السكري المرتفع. في سرطان الكلية، قد يكون هذا التأثير ناجماً عن وجود طفرات في مورثة كابحة ورم فون هيبل لينداو ما يؤدي إلى زيادة إنتاج أنزيمات التحلل السكري بما فيها جديلة M2 من البيروفات كيناز. طفرة TP53 تضرب استقلاب الطاقة وتزيد التحلل السكري في سرطان الثدي.
يرتبط تأثير واربورغ بالتقاط واستخدام الأوكسجين ويرتبط ذلك بكيفية بتنظيم نشاط الميتكوندريا. يقل الاهتمام بتضرر الميتوكوندريا حين أنه يتزايد في تغير النشاط. على جانب آخر، تظهر الخلايا الورمية نسباً مرتفعة من التحلل السكري الذي يمكن تفسيره بتضرر الميتوكوندريا.

## مثبطات التحلل السكري
يتحرى العلماء منذ 2013 إمكانية وجود قيم علاجية لتأثير واربورغ. اعتبرت زيادة التقاط الغذاء من الخلايا السرطانية هدفاً علاجياً ممكناً عبر إفساد آلية تكاثر مهمة فيفي السرطان، لكن ما زال من غير الواضح إن كان يمكن أن يقود ذلك لتطوير عقارات ذات فائدة علاجية. Many substances have been developedطُورت عديد المواد التي تثبط التحلل السكري ويمكن أن تكون فعالة كعوامل مكافحة للسرطان, منها SB-204990, 2-deoxy-D-glucose (2DG), 3-bromopyruvate (3-BrPA, bromopyruvic acid, or bromopyruvate), 3-bromo-2-oxopropionate-1-propyl ester (3-BrOP), 5-thioglucose and dichloroacetic acid (DCA).
أظهرت تجربة سريرية لـ 2-DG [2008] تراكمًا بطيئًا وتم إنهاؤها. لا يوجد دليل حتى الآن [2012] لدعم استخدام DCA لعلاج السرطان.
تم استخدام Alpha-cyano-4-hydroxycinnamic acid (ACCA؛ CHC) ، وهو مثبط للجزيئات الصغيرة لناقلات أحادية الكربوكسيل (MCTs ؛ والتي تمنع تراكم حمض اللاكتيك في الأورام) بنجاح كهدف استقلابي في بحث قبل سريري على ورم الدماغ. تم تطوير مثبطات MCT عالية التقارب وتخضع حاليًا لتجارب سريرية من قبل Astra-Zeneca.
حمض Dichloroacetic (DCA) ، جزيء صغير مثبط لكيناز نازعة هيدروجين البيروفات الميتوكوندري «يقلل» التحلل السكري في المختبر وفي الجسم الحي. افترض باحثون في جامعة ألبيرتا في عام 2007 إمكانية تمتع DCA بفوائد علاجية ضد عديد أنماط السرطان.
يعمل بيروفيت ديهيدروجينيز على تحفيز الخطوة المحددة للسرعة في الأكسدة الهوائية للغلوكوز والبيروفات ويربط التحلل السكري بحلقة حمض الستريك. يعمل DCA كنظير بنيوي للبيروفات وينشط معقد نازعة هيدروجين البيروفات PDC ليثبط كيناز نازعة هيدروجين البيروفات ليبقي المعقد في شكله غير المفسفر. يقلّل DCA  من التعبير عن الكيناز ليمنع تعطيل PDC سامحاً بتحويل البيروفات إلى أستيل كو أيه بدلاً من اللاكتات عبر التنفس اللاهوائي وليسمح بذلك باستمرار التنفس الخلوي. عبر آلية العمل هذه، يعمل DCA على معاكسة الإنتاج المتزايد لللاكتات الذي تظهره الخلايا الورمية عبر تمكين حلقة حمض السيتريك من استقلابها بالفسفرة التأكسدية. لم يُحدد DCA كعلاج سرطاني وحيد بعد، لاستمرار الأبحاث على نشاط العقار السريري. لكنه أظهر فعالية عند استخدامه مع علاجات السرطان الأخرى. ما زال هناك حاجة لمراقبة السمية العصبية والحرائك  الدوائية للعقار لكن إذا كانت التقديرات مرضية فقد يكون مفيداً جداً لأنه جزيء رخيص صغير.
اكتشف لويس سي كانتلي وزملاؤه أن الورم M2-PK ، وهو شكل من أشكال إنزيم كيناز البيروفات ، يسبب تأثير واربورغ. يُنتج ورم M2-PK في كل الخلايا المنقسمة بسرعة ويعد مسؤولاً عن تمكين الخلايا السرطانية من استهلاك الغلوكوز بسرعة مرتفعة، إذ بإجبار الخلايا على التبديل إلى شكل البيروفات كيناز البديل بتثبيط إنتاج ورم M2-PK كُبح نموها. أقر الباحثون بحقيقة بأن الكيمياء المحددة لاستقلاب الغلوكوز يُرجح أن تختلف بين أشكال السرطان المختلفة، لكن M2-PK وُجد في كل الخلايا السرطانية المختبرة. لا توجد هذه الصيغة من الأنزيم عادة في النسج السليمة لكن من الظاهر أنها ضرورية عندما تحتاج الخلايا إلى التضاعف السريع مثل حالة شفاء الجروح وتكون كريات الدم.

### مستويات الجلوكوز في الدم
أظهرت مستويات الغلوكوز المرتفعة أنها تسرّع تكاثر الخلايا السرطانية في المختبر، في حين قاد الحرمان من الغلوكوز إلى الموت الخلوي المبرمج وأدت هذه الاكتشافات إلى دراسة أوسع لتأثيرات تحديد الكربوهيدرات على نمو الورم. ارتبط انخفاض مستويات سكر الدم في مرضى سرطان المراحل المتقدمة بنتائج أفضل.

## نماذج بديلة

### تأثير واربورغ العكسي
يصور نموذج يُدعى «تأثير واربورغ العكسي» خلايا تنتج الطاقة بالتحلل السكري لكنها ليست خلايا ورمية بل أرومات ليفية سدوية. في هذا السيناريو، تتلف اللُحمة بالخلايا السرطانية وتتحول إلى مصانع لإنتاج المغذيات الغنية بالطاقة. تأخذ الخلايا هذه المغذيات الغنية بالطاقة بعد ذلك وتستخدمها لحلقة حمض السيتريك والتي تستخدم في الفسفرة التأكسدية. يتسبب ذلك ببيئة غنية بالطاقة تسمح بتضاعف الخلايا السرطانية. يدعم ذلك ملاحظة واربورغ الأصلية بأن الأورام تظهر ميلاً لإنتاج الطاقة عبر التحلل السكري اللاهوائي.

## استقلاب وتخلق السرطان
يتأثر استخدام المغذيات بشدة عندما تستقبل الخلايا إشارة للتكاثر. تمكّن تغيرات استقلابية مميزة الخلايا من سد المطالب البنائية الحيوية الكبيرة المرتبطة بنمو الخلايا وانقسامها.تعيد  تغيرات في أنزيمات التحلل السكري المحددة للسرعة توجيه الاستقلاب ليدعم النمو والتكاثر. تعود إعادة البرمجة الاستقلابية في السرطان بشكل كبير إلى تنشيط ورمي لسبل نقل الإشارة وعوامل انتساخ. رغم فهمها الأقل تساهم آليات إعادة التخلق أيضاً بتنظيم التعبير المورثي الاستقلابي في السرطان. وبالعكس تقترح أدلة متراكمة أن تغييرات استقلابية قد تؤثر على ما فوق الجينوم. قد يفتح فهم العلاقة بين الاستقلاب وعلم التخلّق في الخلايا السرطانية سُبلاً جديدة لاستراتيجيات مكافحة للسرطان.

## تأثير واربورغ في الخلايا غير السرطانية
تتطلب الخلايا التائية المفعلة الطاقة بنسب أعلى بكثير من الخلايا الهامدة. تُستخدم الطاقة بشكل رئيس للتكاثر وللتمايز ولآليات مؤثرة مختلفة (إنتاج السيتوكين مثلاً). بالإضافة إلى ذلك ، فإن الخلايا المتكاثرة لها متطلبات أخرى تتجاوز مجرد إنتاج ATP وتحويل الغالبية العظمى من مكافئات الكربون من الجلوكوز إلى ثاني أكسيد الكربون لن يفي بمتطلبات الخلية المتكاثرة.
ولهذا هناك حاجة لزيادة سريعة في الاستقلاب خلال تفعيل اللمفاويات التائية. تقيم التائيات المفعلة في الدم المحيطي الحاوي على تركيز مستقر من الغلوكوز مما يمكن الخلايا التائية من التبديل إلى وضع الاستخدام السريع للغلوكوز باستخدام المستقبل المساعد CD28 . يوازي ترميز CD3/CD28 هذا ترميز الأنسولين لأن كليهما يقودان إلى تعبير مرتفع لناقل الغلوكوز1 Glut-1 على سطح الخلية عبر تفعيل Akt kinase. لا يقود تفسير إشارة CD28 إلى زيادة التقاط الغلوكوز وحسب بل إلى زيادة معدل التحلل السكري. أغلب الغلوكوز المأخوذ من قبل الخلايا التائية المفعلة يُستقلب إلى لاكتات ويُخرج من الخلية. بما أن الخلايا التائية المفعلة تظهر التقاطاً أعلى للغلوكوز وتفضل التحلل السكري على الفسفرة التأكسدية في الظروف الهواية، فإن ذلك يرجح أن استقلاب واربورغ ظاهرة فيزيولوجية لا تقتصر على الخلايا السرطانية.